# Lachnospira pectinoschiza
Lachnospira pectinoschiza es una especie de bacteria grampositiva del género Lachnospira. Fue descrita en el año 1994. Su etimología hace referencia a la ruptura de pectina. Es anaerobia estricta, forma esporas y es móvil por flagelación perítrica con 6-18 flagelos. Tiene un tamaño de 0,3-0,5 μm de ancho por 2,4-3,1 μm de largo. Forma colonias opacas y circulares. Temperatura de crecimiento entre 30-45 °C. Catalasa negativa. Se ha aislado del intestino de un cerdo. 